# Парк XVII століття (Комарно)
Парк XVII ст. — парк-пам'ятка садово-паркового мистецтва місцевого значення в Україні. Розташований у межах Городоцького району Львівської області, на західній околиці міста Комарно (при вул. Самбірській).
Площа 10 га. Статус надано 1984 року. Перебуває у віданні: Городоцький комбінат комунальних підприємств.
Статус надано для збереження парку, закладеного у XVII ст. Серед дерев тут поширені ясен звичайний, бук лісовий, сосна звичайна і липа дрібнолиста. На території парку збереглися залишки палацу Лянцькоронських (побудований у XVIII ст).
Станом на 2018 рік парк перебуває у вкрай занедбаному стані. 